# Automóvel Club de Portugal

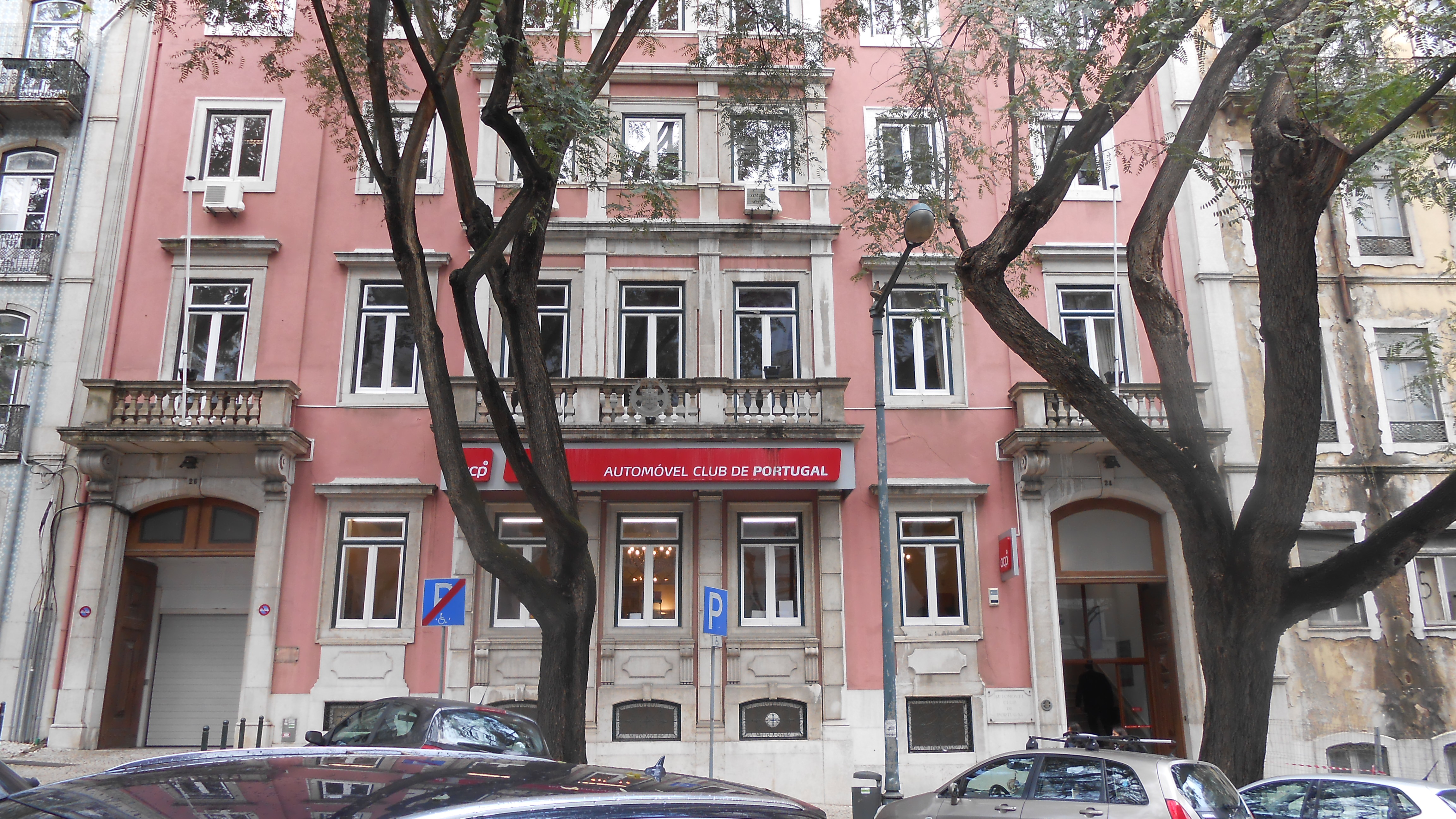
Der Sitz des ACP in der Rua Rosa Araújo in Lissabon

Der Automóvel Club de Portugal (ACP, gelegentlich auch Automóvel Clube de Portugal; deutsch: Automobilclub von Portugal) ist ein Verkehrsclub in Portugal mit Sitz in Lissabon. Er ist mit 26 Büros in ganz Kontinentalportugal sowie auf Madeira und den Azoren vertreten. Er ist als gemeinnütziger Verein anerkannt (Instituição de Utilidade Pública). Mit über 200.000 Mitgliedern ist er der größte Verkehrsclub des Landes. Der ACP ist der Partnerclub des ADAC in Portugal.

## Geschichte

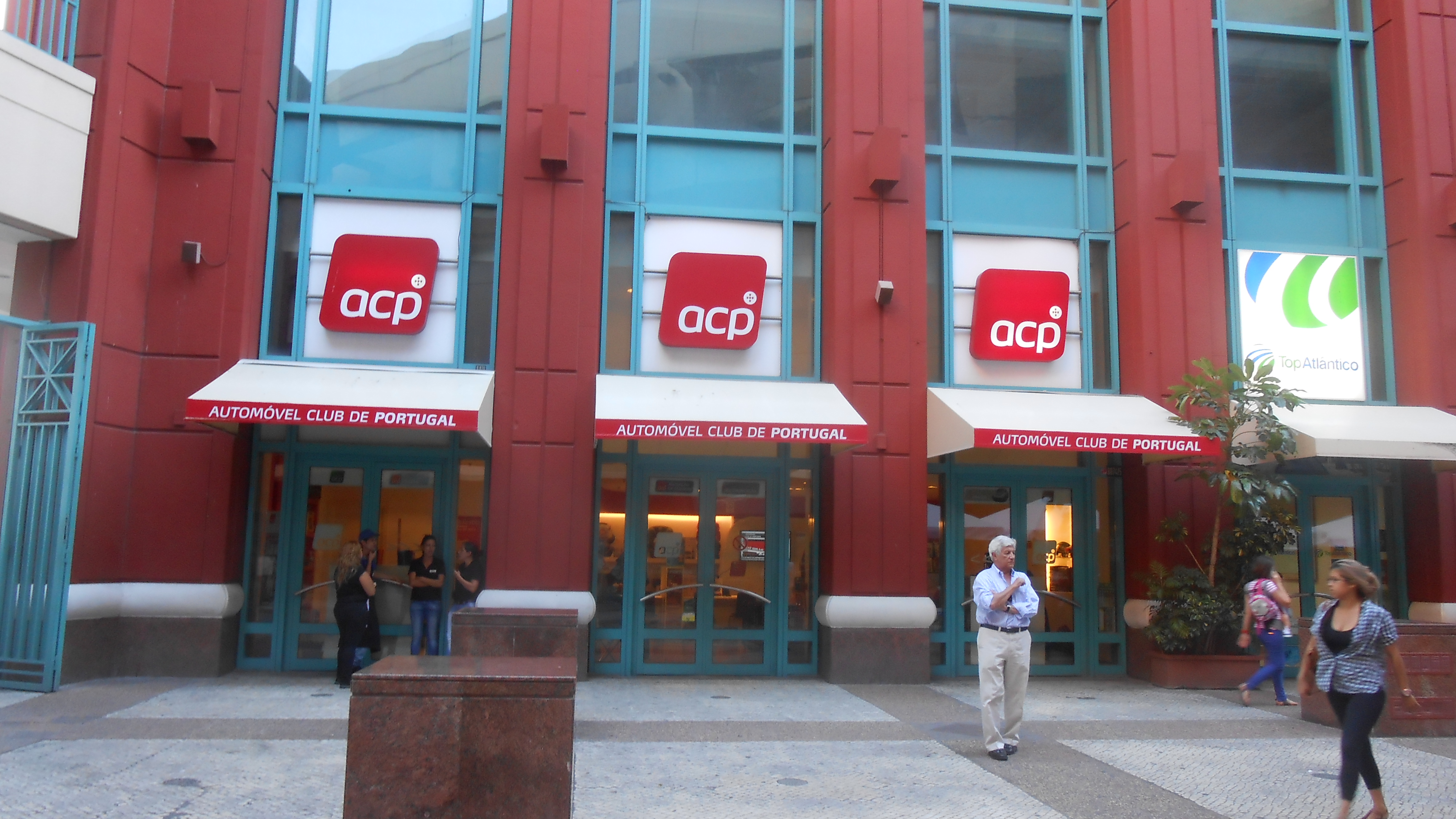
Niederlassung des ACP im Einkaufszentrum Colombo in Lissabon

Am 15. April 1903 wurde in Lissabon der Real Automóvel Club de Portugal  (dt.: Königlicher Automobilclub von Portugal) mit dem Beschluss seiner Satzung und der Konstitution seiner Gremien gegründet. Die behördliche Anerkennung folgte am 31. Mai 1903, Ehrenpräsident wurde König Carlos I.
Der Verein wurde in die Association Internationale des Automobile Clubs Reconnus (AIACR) aufgenommen (heute FIA). Der dort 1907 gegründeten internationalen Sportkommission gehört der ACP bis heute mit einem ständigen Delegierten an.
Nach dem Sturz des Königshauses und der Ausrufung der portugiesischen Republik im Oktober 1910 nannte sich der Real Automóvel Club de Portugal (Real ACP) mit Gremienneuwahl und Satzungsbeschluss vom 6. März 1911 in Automóvel Club de Portugal (ACP) um.
Mit den Vereinswahlen 1928 begann eine verstärkte Aktivität des Clubs. U.a. wurde fortan eine Clubzeitschrift und eine Straßenkarte Portugals vom Verein veröffentlicht. Die zunehmende Mitgliederzahl erforderte zudem den Bezug eines eigenen Sitzes. Nach dem vorübergehenden Bezug des Palácio de Palmela erwarb der Verein den Palacete de Tarouca in der Nummer 24 der Rua Rosa Araújo in Lissabon, bis heute Sitz des Vereins.

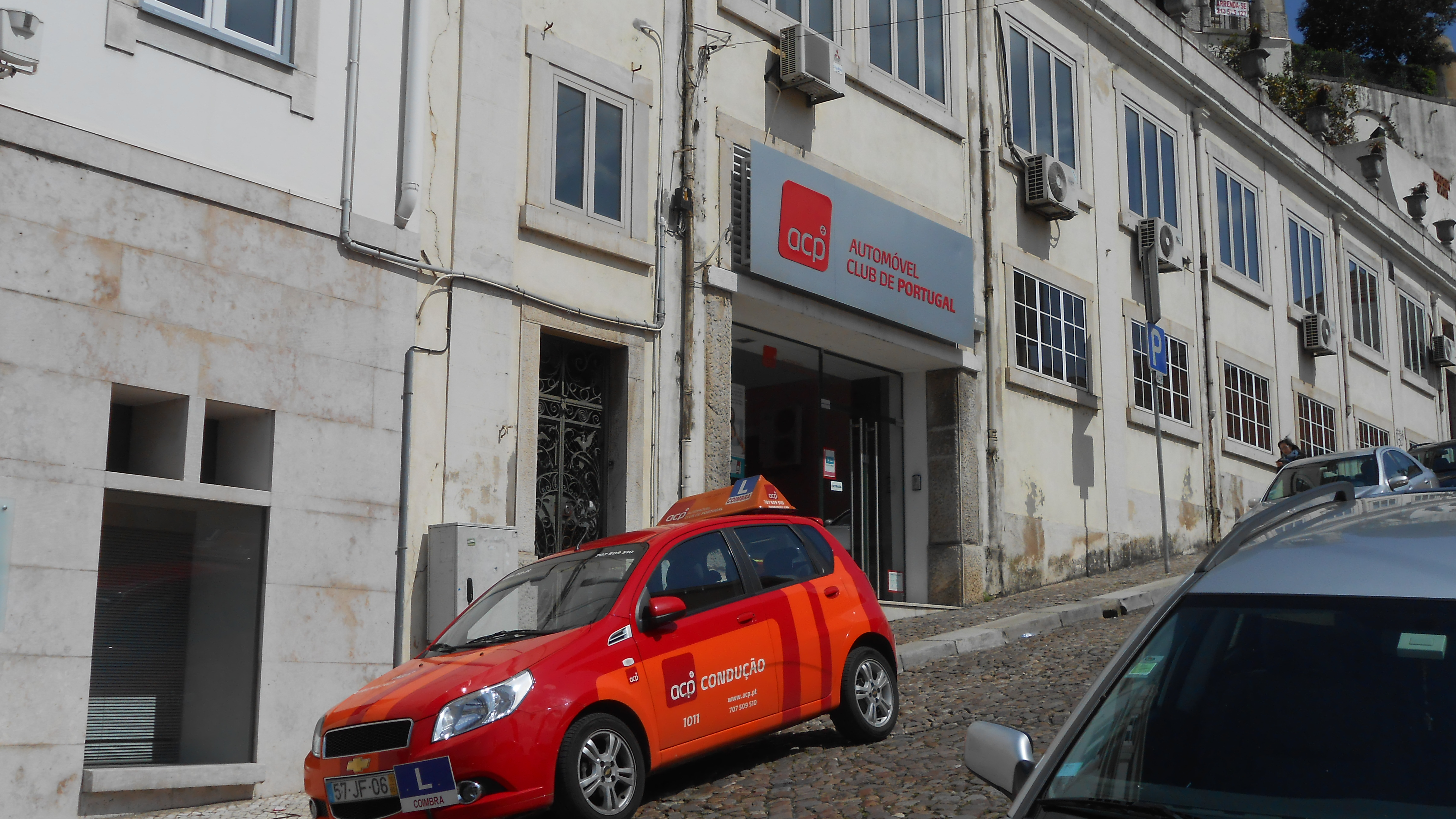
ACP-Niederlassung in Coimbra

Am 21. März 1931 wurde die Gemeinnützigkeit des Vereins erstmals staatlich anerkannt. 1934 gründete der ACP seine erste Fahrschule in Lissabon, es folgten Porto (1935) und Coimbra (1960). Noch 1934 gründete sich innerhalb des ACP die Tourismus-Organisation Centro Português de Turismo, die Portugal fortan beim internationalen Tourismusverband AIT (Alliance Internationale de Tourisme) vertrat.
Im Zuge der einsetzenden Demokratisierung nach dem Fall des Estado Novo-Regimes mit der Nelkenrevolution 1974 trat die bisherige Vereinsleitung zurück. Die neu erarbeiteten Statuten wurden von den neugewählten Vereinsgremien am 20. Oktober 1975 verabschiedet.
1981 wurde im Verein mit der ACP Viagens, Lda. ein Unternehmen der Tourismusbranche, 1987 mit der ACP Serviços, Lda. ein Dienstleistungsunternehmen für technischen Kundendienst im Bereich Automobile, Zweiräder, Anhänger, Motorboote und EDV gegründet.
Nachdem mit Pinto Balsemão bereits 1976 ein ACP-Präsident in das FIA-Führungskomitee gewählt worden war, wiederholte sich dies 1993 mit Alfredo César Torres. Noch 1993 wurde mit dem Centro de Exames de Condução Automóvel ein Fahrsicherheits- und Fahrerausbildungszentrum gegründet, und mit ACP Mediação de Seguros, Lda. ein Versicherungs-Vermittlungsunternehmen.
1994 war der ACP, zusammen u. a. mit der Brisa – Auto-estradas de Portugal, der Versicherungsgesellschaft Tranquilidade, und offiziellen Qualitätssicherungsstellen, für die Gründung der Controlauto verantwortlich, ein Unternehmen, das die behördlich angeordneten regelmäßigen Kfz-Inspektionen durchführt.
2000 erklärte die FIA den 1997 verstorbenen ACP-Präsidenten Torres postum zum Ehren-Vizepräsidenten. Im gleichen Jahr wurde im Hauptsitz der ACP mit dem Centro de Documentação ein allen Mitgliedern zugängliches historisches Archiv des Vereins eingerichtet.

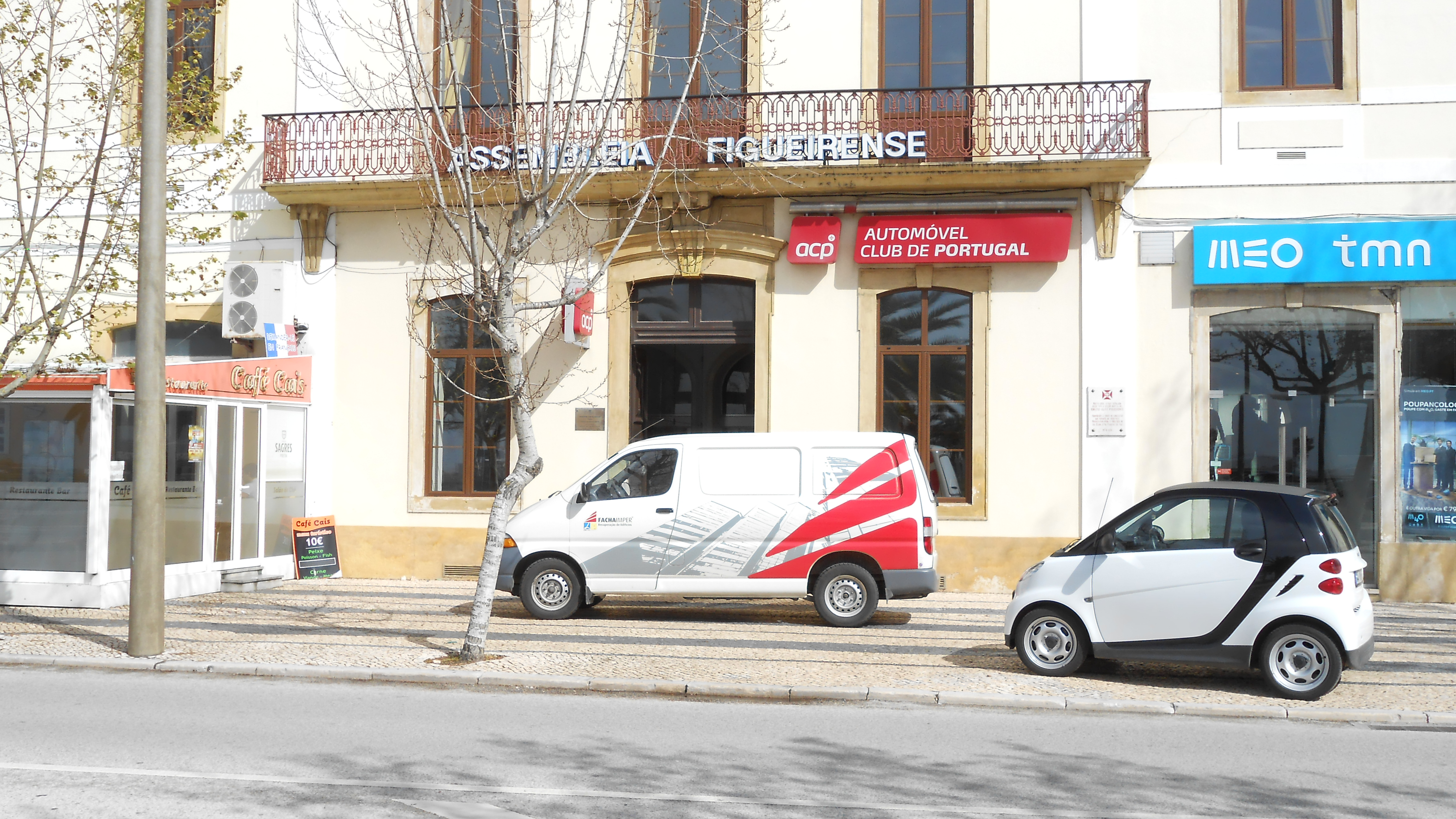
Die ACP-Niederlassung in Figueira da Foz

2001 gründete sich mit der ACP Clássicos im Verein eine Organisation, die sich den Oldtimern widmet, und 2002 die Rallye Figueira da Foz – Lissabon mit dem Club Português de Automóveis Antigos zusammen organisierte, zum 100-jährigen Jubiläum der ersten gleichnamigen Rallye.
2002 war für den ACP von Kostenkontrollmaßnahmen und Dienstleistungsverbesserungen gekennzeichnet, darunter die Einrichtung eines Callcenters für die Mitgliederbetreuung.
Zum 100-jährigen Clubjubiläum 2003 fanden eine Reihe von Ehrungen und Veranstaltungen statt. U.a. erschienen drei offizielle Briefmarken zum Jubiläum, und die staatliche Lotterie gab Lose mit ACP-Gedenkmotiven heraus, dazu erschien ein Buch und ein Jubiläumsband, und eine Fotoausstellung wurde organisiert. Im Circuito do Estoril organisierte der ACP das Estoril International Historic Festival, mit Originalfahrzeugen u. a. der Formel 1, der Formel Junior und der Rallye Portugal. Gleichzeitig begründete der ACP mit seiner Unterorganisation ACP Golfe sein Engagement im Golfsport.
2006 war der ACP an der Gründung des Museums für Auto-Miniaturmodelle in Gouveia maßgeblich beteiligt, und 2007 wandte er sich auch dem Autohandel zu, mit der Gründung der ACP Usados-Webseite für Gebrauchtwagen. Mit der ACP Autos richtete der Verein eine Webseite mit Möglichkeit zur Information, Vergleich und Beratung beim Neuwagenkauf ein.

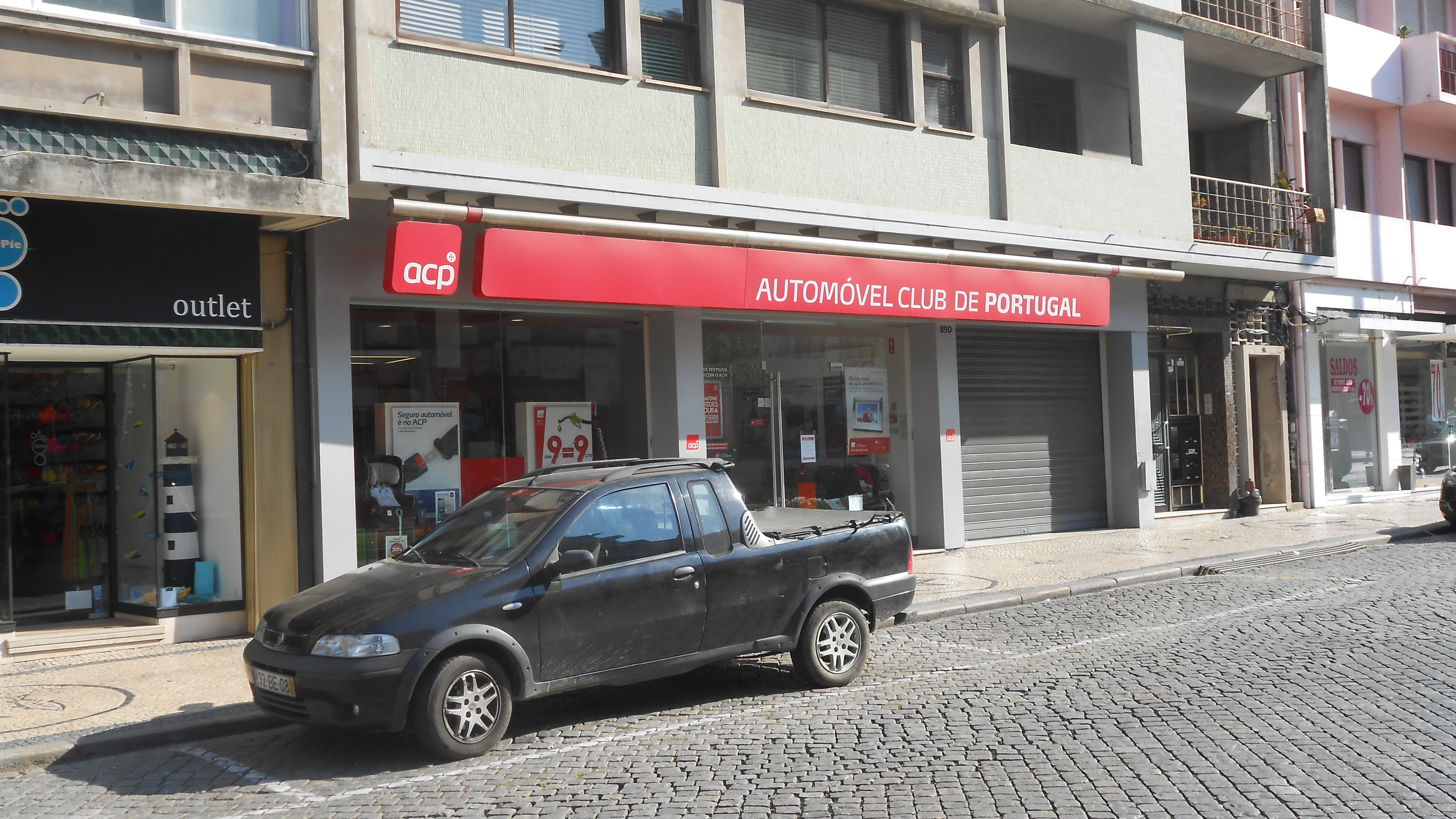
Das ACP-Büro an der zentralen Avenida von Aveiro

2008 wurde ACP-Präsident Carlos Barbosa von der FIA als ihr Motorsport-Vertreter bei der Europäischen Kommission ernannt. Am 23. Oktober 2009 wurde er dazu FIA-Vizepräsident, mit dem Fachbereich Mobilität und Tourismus.

## Aktivitäten
Der ACP vertritt die Interessen der Autofahrer in Portugal gegenüber Politik und Öffentlichkeit. Er bietet seinen Mitgliedern darüber hinaus eine Vielzahl von Dienstleistungen, Vergünstigungen und Informationen an, tritt als Veranstalter verschiedener nationaler und internationaler Rennen und Rallyes im Motorsport auf und ist mit Untergruppen wie ACP Golfe im Golfsport, oder mit ACP Clássicos mit Oldtimer-Veranstaltungen in verschiedenen Bereichen engagiert. Dazu betreibt er eigene Fahrschulen und Gebrauchtwagenhäuser, bietet häusliche Sicherheits-, Gesundheits- und Pflegeangebote, und mit dem ACP Moto auch eine Verkehrsclub-Sektion für Motorräder. Unter den bekanntesten Rennen, an denen der ACP als Veranstalter beteiligt ist, ist die Rallye Portugal.
Zu den Dienstleistungsangeboten zählen, neben umfassender rechtlicher und praktischer Unterstützung etwa beim Autokauf oder im Schadenfall, das Cartracking-Angebot, bei dem u. a. verschiedene Überwachungsfunktionen das Fahrzeug vor Diebstahl sichern oder die Verfolgung erlauben, und ein Notfallknopf eingerichtet ist, der u. a. einen Notruf beim offiziellen portugiesischen Rettungsdienst INEM absetzt und den Rettungswagen direkt zum Auto leitet.
Der ACP bietet seinen Mitgliedern zudem u. a. vergünstigte Reisen an und tritt ihnen gegenüber auch als Versicherungsvermittler auf, neben einer Reihe weiterer Angebote.
Die elfmal im Jahr erscheinende Monats-Klubzeitschrift acp (Juli und August in einer Nummer) wird seit 2009 auf der Webseite des Klubs archiviert und ist vollständig abrufbar, zusammen mit vereinzelten weiteren Veröffentlichungen, wie Veranstaltungsübersichtsheften oder Jahresberichten.